# Josh Samuels
Joshua Martin Kugler "Josh" Samuels, född 8 juli 1991 i Newport Beach i Kalifornien, är en amerikansk vattenpolospelare. Han ingick i USA:s landslag vid panamerikanska spelen 2015.
Samuels tog guld i herrarnas vattenpoloturnering i samband med panamerikanska spelen 2015. Han gjorde tre mål i finalmatchen mot Brasilien som USA vann med 11–9. Samuels målsaldo i hela turneringen var tolv mål.